# Cleome briquetii
Cleome briquetii là một loài thực vật có hoa trong họ Màng màng. Loài này được Polhill mô tả khoa học đầu tiên năm 1963.